# Буачидзе Тенгіз Павлович
Буачидзе Тенгіз Павлович (* 7 листопада 1926 — † 16 травня 1994, Тбілісі) — грузинський літературознавець. Член КПРС з 1956. Вивчає взаємозв'язки грузинської літератури з літературами інших народів.
Буачидзе належать статті та розвідки про життєвий і творчий шлях Тараса Шевченка (увійшли до книжки «Літературні статті», Тбілісі, 1960). До 150-річчя з дня народження поета видав грузинською мовою книжку «Життя Кобзаря» (Тбілісі, 1964).